# کاپان‌جی (سولواووا)
کاپان‌جی (به ترکی استانبولی: Kapancı) یک منطقهٔ مسکونی در ترکیه است که در سولواووا واقع شده‌است.